# Kembangarum (Semarang Barat)
Kembangarum is een bestuurslaag in het regentschap Semarang van de provincie Midden-Java, Indonesië. Kembangarum telt 19.304 inwoners (volkstelling 2010).